# Anisodes auricosta
Anisodes auricosta är en fjärilsart som beskrevs av Louis Beethoven Prout 1916. Anisodes auricosta ingår i släktet Anisodes och familjen mätare. Inga underarter finns listade i Catalogue of Life.